# Jorge Pacheco Areco
Jorge Alejandro Pacheco Areco (Montevideo, 8 novembre 1920 – Montevideo, 29 luglio 1998) è stato un politico uruguaiano.
È stato Presidente dell'Uruguay dal 6 dicembre 1967 al 1º marzo 1972.